# نیانگاما
نیانگاما (به لاتین: Niyangama) یک منطقهٔ مسکونی در سری‌لانکا است که در استان مرکزی (سری‌لانکا) واقع شده‌است.